# Osteopelta mirabilis
Osteopelta mirabilis är en snäckart som beskrevs av B.A. Marshall 1987. Osteopelta mirabilis ingår i släktet Osteopelta och familjen Osteopeltidae. Inga underarter finns listade i Catalogue of Life.